# Test de connaissance du français
Ne doit pas être confondu avec Test d'évaluation de français.
 (mars 2024).
France Éducation international (FEI, ex-CIEP) propose le test de connaissance du français (TCF) depuis janvier 2002. Il aboutit à la délivrance d'une attestation de résultats valable deux ans. C'est un test officiel reconnu par les ministères de l'Enseignement supérieur et de la Culture. Il est aussi reconnu pour l'accès à la nationalité française (niveau B1 du Cadre européen commun de référence pour les langues). Il peut être utile pour la recherche d'emploi et les centres de formations en langues.
L'examen se passe dans un centre agréé par France Éducation international. Il existe un nombre important de centres de passation dans le monde et en France.

## Déclinaisons
Il est décliné en différents « TCF » en fonction du public. Pour toutes les déclinaisons, le TCF est valable deux ans et donne lieu à une attestation. Ce test est composé de trois épreuves obligatoires : compréhension orale, compréhension écrite et maîtrise des structures de la langue.
Le TCF tout public ajoute deux épreuves facultatives : expression écrite et expression orale. Assorti d'une épreuve d'expression écrite obligatoire, le TCF tout public est valable dans le cadre de la demande d'admission préalable (DAP) pour toute personne non française de plus de 16 ans souhaitant intégrer une première année de licence ou une école d'architecture en France.
Il existe d'autres déclinaisons :
- le TCF intégration, résidence et nationalité (IRN)[4],[5], pour toute personne non française de plus de 16 ans désireuse d'obtenir une carte de résident de longue durée ou la nationalité française ;
- le TCF Canada, pour toute personne de 16 ans ou plus désireuse d'émigrer au Canada ou d'obtenir la citoyenneté canadienne ;
- le TCF Québec, pour toute personne désireuse d'émigrer au Québec.

Toutes les versions du TCF peuvent être passées sur ordinateur dans un centre d'examen.